# 美国加入第一次世界大战

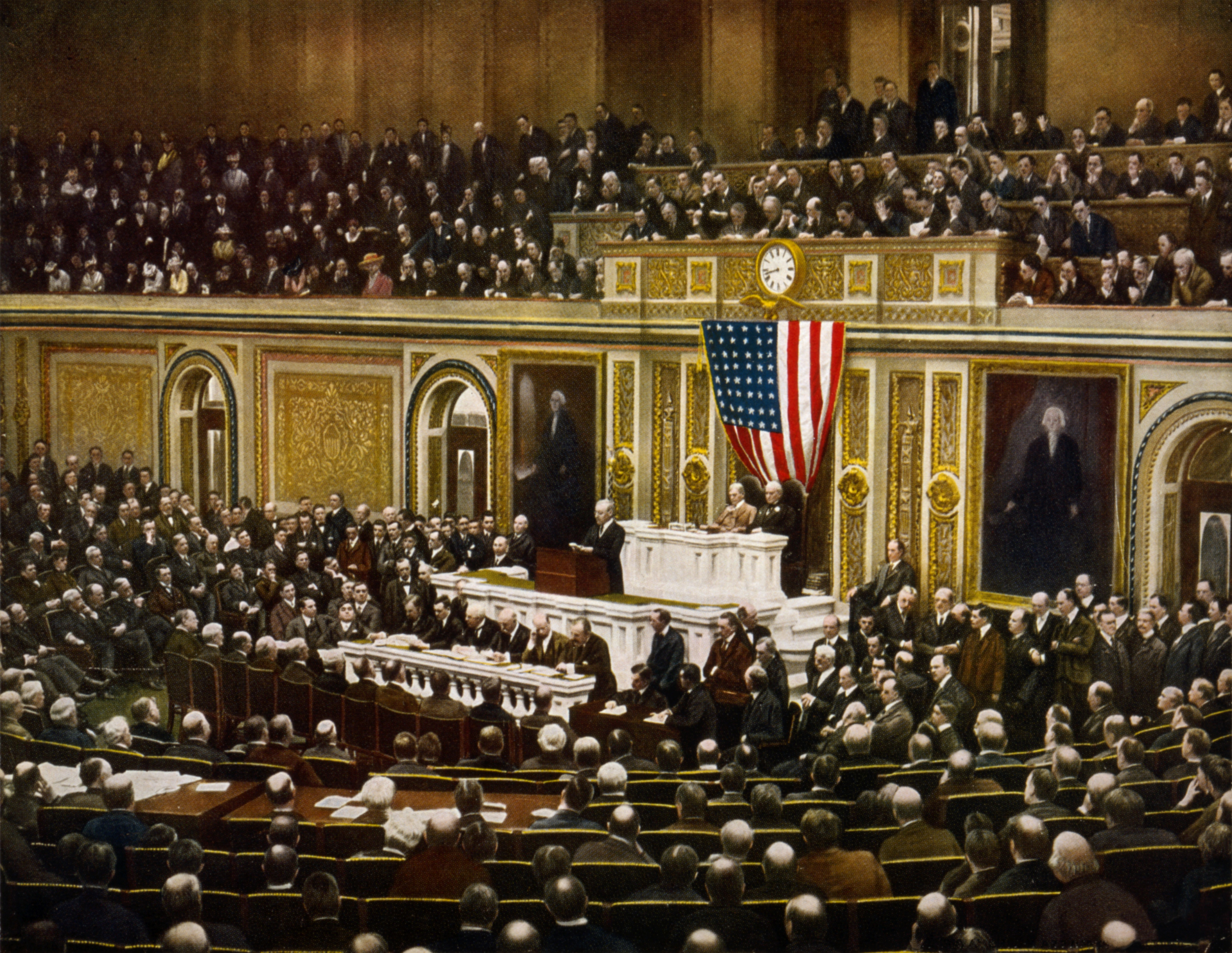
美国总统伍德罗·威尔逊于1917年4月2日请求美国国会对德意志帝國宣战

美国于1917年4月6日加入第一次世界大战，当时距离欧洲战争爆发已超过两年半。尽管一部分亲英派主张及早支持英国，还有一些反沙皇的群体同情德意志帝國对俄罗斯帝国发动的战争，美国公众舆论总体上仍然倾向于避免卷入战争。然而，随着时间的推移，尤其是在1914年有关德国在比利时所犯暴行的报道被发布，以及1915年5月德意志帝國海軍的U型潜艇用魚雷击沉卢西塔尼亚号邮轮之后，越来越多的美国人开始将德意志帝国视为欧洲的侵略者。
在美国仍处于和平状态时，美国的银行向協約國提供了巨额贷款，这些贷款主要用于协约国横跨大西洋前往北美洲，从美国和加拿大购买军火、原材料和食品。尽管时任美国总统伍德罗·威尔逊在1917年前几乎未对陆战做出充分准备，但他确实批准了一项为美國海軍制定的造舰计划。威尔逊随后在1916年美国总统选举中以反战立场勉强连任。
到了1917年，随着比利时和法国北部被德国军队占领、俄罗斯帝国因二月革命发生剧变并导致帝制政权被推翻，以及协约国其他成员面临信贷枯竭的危机，德意志帝国似乎在欧洲占据了上风。然而，英国的经济禁运和海军封锁却导致德国境内面临燃料和食物严重短缺的困境。柏林方面随后决定恢复无限制潜艇战，其目的是切断来自大西洋彼岸各国对英国的补给线。尽管德國海戰指揮部也意识到，击沉悬挂美国国旗的船只几乎必然会促使美国参战。
德意志帝国还曾秘密提议协助墨西哥夺回1849年因其在美墨战争中战败而割让给美国的领土。这一提议通过外交密电齐默尔曼电报传达，但被英国情报机构拦截。就在德国的U型潜艇在U型潜艇作战中于北大西洋击沉美国商船之际，这一电报的内容被媒体披露，从而引发了美国民众的强烈愤慨。随后，美国总统威尔逊请求国会批准发动一场“終結一切戰爭的戰爭”，以“让世界对民主变得安全”。最终，国会于1917年4月6日通过了美国对德国的战争宣言。同年晚些时候，美国军队抵达欧洲，并在约翰·潘兴将军的指挥下参与了西线战场的主要作战行动，尤其是战争末期的百日攻勢。